# 切里克里克 (紐約州普查規定居民點)
切里克里克（英語：Cherry Creek）是位於美國紐約州學托擴縣的普查規定居民點。

## 人口
根據2020年美國人口普查的數據，切里克里克的面積為3.53平方千米，皆為陸地。當地共有人口409人，而人口密度為每平方千米115.86人。